# Community of the Resurrection

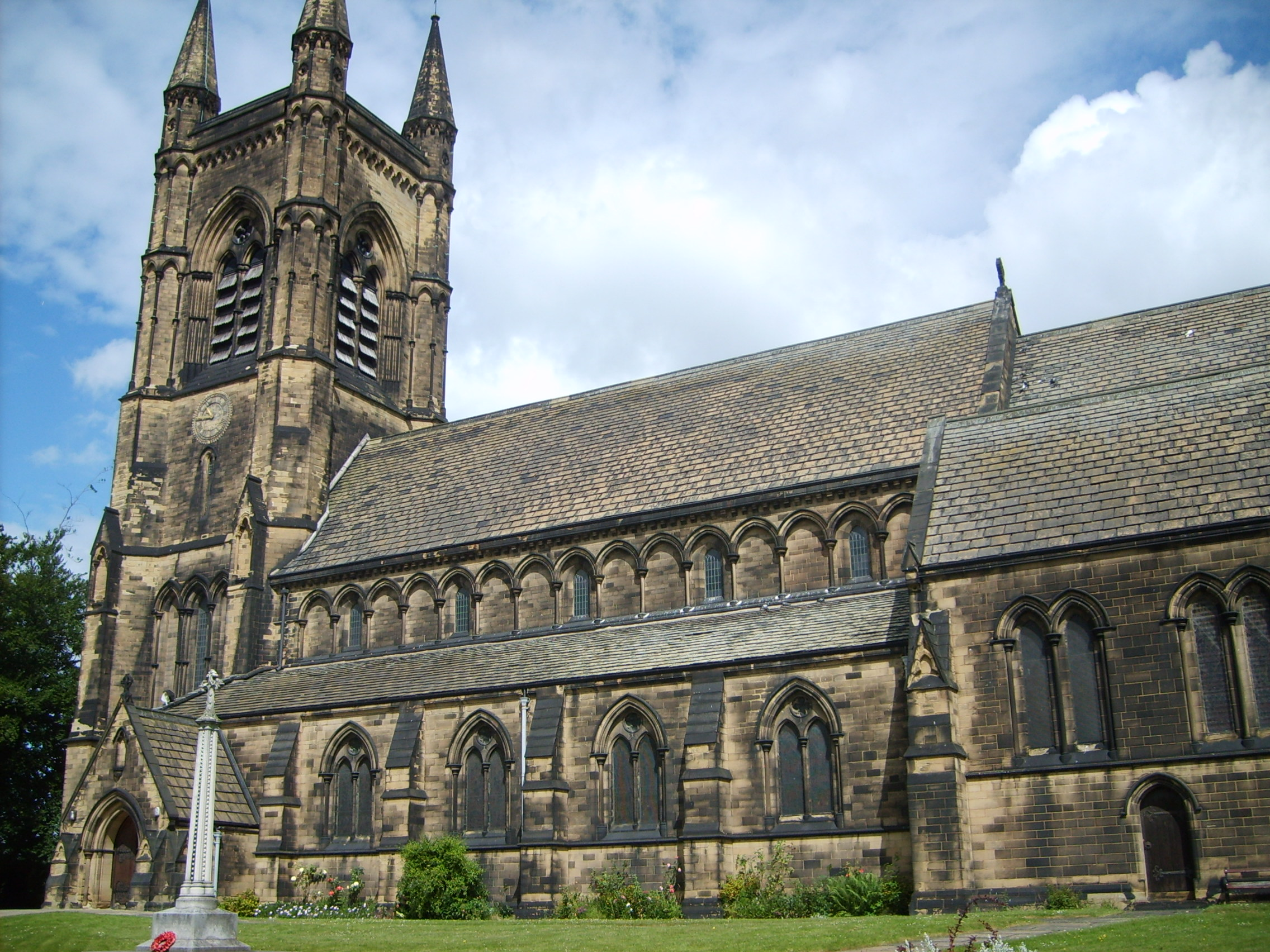
Kirche St. Marys in Mirfield

Die Community of the Resurrection (deutsch Gemeinschaft der Auferstehung) ist eine anglikanische Glaubensgemeinschaft für Männer.

## Geschichte
Sie  wurde 1892 von insgesamt sechs Glaubensbrüdern, darunter dem charismatischen Charles Gore und Walter Howard Frere (1863–1938, später Bischof von Truro) in Radley-Vicarage gegründet. 1898 wurde das Anwesen in Mirfield bezogen, um möglichst nahe bei den damals blühenden industriellen Zentren zu sein. Von Anfang an suchte die Gruppe die Öffentlichkeit, indem sie dort Gottesdienste abhielt oder ihre handwerklichen Erzeugnisse ausstellte.
Von Beginn an baute man ein Netzwerk mit Auslands-Gemeinschaften auf. Die erste war in Südafrika, zurzeit sind es 35. In Deutschland kooperiert man mit der Benediktinerabtei St. Matthias in Trier.

## Leben
In der Gemeinschaft besteht eine Tagesordnung, die zwischen Andacht, Arbeit und Ruhe abwechselt. Die recht weltoffene Lebensweise unterscheidet sich auch im Tagesablauf deutlich von der Lebensform „Vita contemplativa“ anderer Mönche. Bis 1945 wurde von allen Mitgliedern der Gemeinschaft ein jährliches Gelübde entgegengenommen. Als die Mitgliederzahlen zurückgingen, stellte man dieses Verfahren gegen ein „freiwilliges Versprechen“ ein. Heute heißt das Versprechen in etwa: „… um in der Gemeinschaft für das Leben nach ihren Regeln leben zu bleiben“.
Das dem Orden angegliederte College of the Resurrection in Mirfield war die erste theologische Hochschule in England, die ihre zukünftigen Priester ausbildete, ohne Studiengebühren oder andere Mittel zu erheben.
Einer der bekanntesten Besucher war der Theologe und profilierte Vertreter der Bekennenden Kirche Dietrich Bonhoeffer im Jahr 1930.